# Jordi Quintillà
Jordi Quintillà (Lleida, 1993. október 25. –) spanyol labdarúgó, a svájci St. Gallen középpályása.

## Pályafutása
Quintillà a spanyolországi Lleida városában született. Az ifjúsági pályafutását a helyi Lleida csapatában kezdte, majd a Barcelona akadémiájánál folytatta.
2012-ben mutatkozott be a Barcelona tartalékkeretében. 2013 és 2014 között a Badalona és a L’Hospitalet csapatát erősítette kölcsönben. 2014-ben a francia Ajaccio, 2015-ben az észak-amerikai első osztályban szereplő Sporting Kansas City, majd 2017-ben a Puerto Ricó-i Puerto Rico szerződtette. 2018-ban a svájci első osztályban érdekelt St. Gallenhez igazolt. 2021-ben a Baselhez csatlakozott. 2022. január 22-én 3½ éves szerződést kötött a St. Gallen együttesével. Először a 2022. január 30-ai, Lausanne-Sport ellen 5–1-re megnyert mérkőzésen lépett pályára. Első gólját 2022. május 7-én, a Zürich ellen hazai pályán 2–1-es vereséggel zárult találkozón szerezte meg.

## Statisztikák
2024. augusztus 15. szerint
| Klub       | Szezon   | Osztály            | Bajnokság | Bajnokság | Kupa és Ligakupa | Kupa és Ligakupa | Nemzetközi | Nemzetközi | Összesen | Összesen |
| Klub       | Szezon   | Osztály            | Meccs     | Gól       | Meccs            | Gól              | Meccs      | Gól        | Meccs    | Gól      |
| ---------- | -------- | ------------------ | --------- | --------- | ---------------- | ---------------- | ---------- | ---------- | -------- | -------- |
| St. Gallen | 2018–19  | Swiss Super League | 34        | 2         | 1                | 0                | 2          | 0          | 37       | 2        |
| St. Gallen | 2019–20  | Swiss Super League | 33        | 13        | 1                | 0                | —          | —          | 34       | 13       |
| St. Gallen | 2020–21  | Swiss Super League | 31        | 2         | 4                | 0                | 1          | 0          | 36       | 2        |
| Basel      | 2021–22  | Swiss Super League | 8         | 0         | 1                | 0                | 7          | 0          | 16       | 0        |
| St. Gallen | 2021–22  | Swiss Super League | 15        | 2         | 3                | 1                | —          | —          | 18       | 3        |
| St. Gallen | 2022–23  | Swiss Super League | 35        | 1         | 3                | 0                | —          | —          | 38       | 1        |
| St. Gallen | 2023–24  | Swiss Super League | 31        | 2         | 1                | 0                | —          | —          | 32       | 2        |
| St. Gallen | 2024–25  | Swiss Super League | 4         | 0         | 0                | 0                | 4          | 0          | 8        | 0        |
| Összesen   | Összesen | Összesen           | 191       | 22        | 14               | 1                | 14         | 0          | 219      | 23       |

## Sikerei, díjai
Sporting Kansas City
- US Open Cup
  - Győztes (1): 2015

St. Gallen
- Swiss Super League
  - Ezüstérmes (1): 2019–20

- Svájci Kupa
  - Döntős (2): 2020–21, 2021–22